# Il canto della fede
Il canto della fede è un film del 1918, diretto da Filippo Butera.

## Trama
Luciano, tenente degli Alpini, dopo essere stato ferito durante un'operazione valorosa compiuta al fronte, è degente presso l'ospedale di guerra dove presta il suo aiuto, come crocerossina, Mary, la moglie dell'avvocato Sori, il quale si accinge a tessere le lodi del giovane eroe in una prolusione al locale Circolo di Propaganda. Dimesso, Luciano viene invitato dai Sori a trascorrere qualche giorno della sua convalescenza nella loro lussuosa villa. Qui egli, mentre discute di alti ideali con l'avvocato, scopre di essere innamorato di Mary, e glielo confida in una lettera. La situazione non passa inosservata a Emma, la figlia dei Sori, che avrebbe voluto avere Luciano solo per sé stessa.
Mary, tuttavia, anche se lusingata, respinge Luciano, ricordandogli i sacri doveri dell'ospitalità e il comandamento mosaico di non desiderare la donna d'altri. Luciano sublima i propri impulsi accettando come feticcio una bandiera italiana che Mary aveva intessuto e gli aveva regalato, e con la quale, insieme ad altri soldati, fa ritorno al fronte, salutato dalla pioggia di fiori che Mary ed Emma, ora anch'ella ravveduta in nome dell'amor di patria, riversano dal balcone sul contingente che lascia la città.

## Produzione
Il film è stato realizzato dalla casa di produzione Cléo Film, aperta nel 1918 a Torino dalla stessa Mary Cleo Tarlarini. La pellicola, per l'uscita italiana, consisteva di tre rulli per una lunghezza totale di 911 metri.
Nel 2015 il film è stato restaurato in digitale (2K) dal Museo nazionale del cinema di Torino (Fondazione Maria Adriana Prolo) a partire da una pellicola negativa di 558 metri; i colori sono stati reintegrati con l'aiuto di una copia positiva in nitrato conservata nello stesso museo. I lavori sono stati eseguiti dal laboratorio L'immagine Ritrovata della Cineteca di Bologna.

## Distribuzione
Il film è stato depositato in censura il 2 settembre del 1918, e ha ricevuto l'approvazione solo il 19 novembre dello stesso anno, pochi giorni dopo l'Armistizio di Compiègne, quindi a guerra terminata (per questo motivo, poiché il tema patriottico aveva al momento perso d'urgenza, il film stette in circolazione molto poco); Il canto della fede, distribuito dalla Cléo Film, uscirà nelle sale cinematografiche italiane in seguito, sempre nel mese di novembre.
Il film è visionabile sulle piattaforme Vimeo (video realizzato a partire da una copia positiva della pellicola in triacetato, formato 16mm, di una lunghezza di 223 metri, conservata presso il Museo nazionale del cinema), e YouTube.

## Accoglienza
Lo storico Enrico Gaudenzi rileva che "Il film mostra alcuni elementi rivelatori della situazione socio-politica dell’ultimo anno di guerra. L’entusiasmo popolare (se mai vi fu) è sicuramente esaurito, tanto che nemmeno al cinema è possibile mostrarlo. La manifestazione patriottica fatta al circolo nazionale in onore del militare vede la partecipazione esclusiva delle classi più agiate, mentre sono assenti quelle popolari. Inoltre, se non vi sono espliciti momenti di palese condanna della guerra, nel film manca una vera propaganda a favore di questa o delle sue ragioni. (…) Si crea così un contrasto latente tra l’ufficiale, che ha effettivamente fatto la guerra, e quella figura così ostile ai soldati di linea, del patriota imboscato, che esalta il conflitto pur non avendovi mai partecipato. (…) La guerra è ancora in corso, ma la pellicola anticipa alcuni problemi che si manifesteranno nel dopoguerra: come arginare le pretese di quella parte della nazione che si considera sana, cioè coloro che hanno combattuto? Come spiegare che la guerra, le sofferenze e il cameratismo non sono contati nulla? "